# 佐伯栄養専門学校
佐伯栄養専門学校（さいき えいよう せんもんがっこう）は、東京都大田区にある私立専門学校。栄養士を養成する修業年限2年の栄養士科を設置している。学校法人佐伯学園により運営されている。
1924年に世界で初めて設立された栄養士養成施設である。

## 沿革
- 1924年（大正13年） - 栄養指導の専門家を育てる世界初の学校として、佐伯矩（）が現在の東京都港区に「栄養学校」を設立[2]。
- 1940年（昭和15年） - 現在の大田区中央五丁目（現・佐伯山緑地）に移転[2]。
- 1947年（昭和22年） - 校名を「佐伯栄養学校」に改称[2]。
- 1965年（昭和40年） - 3年制の管理栄養士特例科（栄養学科）を併設[2]。
- 2002年（平成14年） - 校名を「佐伯栄養専門学校」に改称[2]。
- 2006年（平成18年） - 「学校法人佐伯学園」を設立。栄養学科を廃止[2]。
- 2015年（平成27年） - 大田区蒲田の新校舎に移転[2]。

## 設置学科
- 栄養士科（2年・男女・昼間）[3]

## 取得できる資格
本校卒業と同時に「栄養士」（国家資格）および「専門士」（文部科学省称号）を取得できる。
なお「管理栄養士」の資格を取得するには、本校卒業後に3年以上の実務経験を経た上で管理栄養士国家試験に合格する必要がある。

## 特徴
最新の給食実習設備を備えるなど集団給食に強く、コントラクトフード事業への就職が高比率である。

## 業界・社会とのつながり
旧日本海軍内の栄養士養成教育を1928年（昭和3年）から受託していた。2019年現在も現役自衛官を学生として受け入れている。

## 交通アクセス
- JR京浜東北線 蒲田駅東口より徒歩3分[7]。
- 京急本線 京急蒲田駅より徒歩10分[7]。